# パピ・リッキー
『パピ・リッキー』（原題: Papi Ricky）は、チリのテレビドラマ。チャンネル13で2007年3月12日から10月1日まで放送された。

## 登場人物
リカルド「リッキー」モンテス
演：ホルヘ・ザバレタ
アリシア・モンテス・リベラ
演：ベレン・ソト
コロンバ・チャパロ・クエバス
演：タマラ・アコスタ
カタリナ・リベラ・デ・ラ・ルス
演：マリア・エレナ・スウェット